# Черновци
Черновци (укр. Чернівці, пољ. Czerniowce, јидиш טשערנאָװיץ‎ - Черневиц) град је у западној Украјини са 255.929 становника (процена из 2012). Черновци се налазе у подножју Карпата на десној обали реке Прут. Град је историјски центар Буковине и административни центар Черновачке области.

## Историја
У Черновцима је у другој половини 18. века (1790) радила Православна богословија, након премештања из Сучаве. У њој је од 1786. године професор Данил Влаховић (умро 1822. године у бањи Дорни), први предавач Србин, јеромонах и намесник бачког манастира Ковиља. Влаховић је био уједно и управитељ те школе а радио је врло успешно примењујући учевни метод Јован Рајића. Данил је 1788. године узео себи за помоћнике двојицу Срба, свог сина Петра Влаховића дотадашњег пароха у Петровом Селу и извесног Георгија Поповића. Данил је 23. априла 1789. године од предавача постао митрополит буковински, са седиштем у Черновцима. Следеће године је богословско училиште пренео из Сучаве у Черновце, и отворио у владичанском двору. Године 1906. у Черновцима је студирало на Богословском факултету (отворен 1875. г.) 10 Срба богослова, међу којима Милан Л. Поповић.
Черновци су од 1873. до 1920. били седиште Буковинско-далматинске митрополије, у којој су биле обједињене православне цркве у аустријском делу Аустроугарске. У њеном су саставу биле обе православне епархије у Краљевини Далмацији: Задарска и Которска. Некадашња Резиденција буковинско-далматинских митрополита, данас седиште Универзитета у Черновцима, уписана је 2011. године на УНЕСКО-ву Светску баштину.

## Географија

### Клима
| Клима Черновци                   | Клима Черновци | Клима Черновци | Клима Черновци | Клима Черновци | Клима Черновци | Клима Черновци | Клима Черновци | Клима Черновци | Клима Черновци | Клима Черновци | Клима Черновци | Клима Черновци | Клима Черновци |
| Показатељ \ Месец                | .Јан.          | .Феб.          | .Мар.          | .Апр.          | .Мај.          | .Јун.          | .Јул.          | .Авг.          | .Сеп.          | .Окт.          | .Нов.          | .Дец.          | .Год.          |
| -------------------------------- | -------------- | -------------- | -------------- | -------------- | -------------- | -------------- | -------------- | -------------- | -------------- | -------------- | -------------- | -------------- | -------------- |
| Апсолутни максимум, °C (°F)      | 15,3 (59,5)    | 20,4 (68,7)    | 23,6 (74,5)    | 29,4 (84,9)    | 33,0 (91,4)    | 33,6 (92,5)    | 36,4 (97,5)    | 36,6 (97,9)    | 35,3 (95,5)    | 28,5 (83,3)    | 24,9 (76,8)    | 17,8 (64)      | 36,6 (97,9)    |
| Максимум, °C (°F)                | −0,1 (31,8)    | 1,5 (34,7)     | 7,0 (44,6)     | 14,6 (58,3)    | 20,4 (68,7)    | 23,2 (73,8)    | 25,2 (77,4)    | 24,8 (76,6)    | 19,8 (67,6)    | 13,8 (56,8)    | 6,4 (43,5)     | 1,3 (34,3)     | 13,2 (55,8)    |
| Просек, °C (°F)                  | −3,0 (26,6)    | −1,6 (29,1)    | 3,0 (37,4)     | 9,6 (49,3)     | 15,1 (59,2)    | 18,3 (64,9)    | 20,2 (68,4)    | 19,6 (67,3)    | 14,8 (58,6)    | 9,3 (48,7)     | 3,1 (37,6)     | −1,4 (29,5)    | 8,9 (48)       |
| Минимум, °C (°F)                 | −5,9 (21,4)    | −4,8 (23,4)    | −0,9 (30,4)    | 4,6 (40,3)     | 9,8 (49,6)     | 13,4 (56,1)    | 15,1 (59,2)    | 14,3 (57,7)    | 9,9 (49,8)     | 4,9 (40,8)     | −0,1 (31,8)    | −4,1 (24,6)    | 4,7 (40,5)     |
| Апсолутни минимум, °C (°F)       | −28,2 (−18,8)  | −26,1 (−15)    | −20,1 (−4,2)   | −6,0 (21,2)    | −1,0 (30,2)    | 4,5 (40,1)     | 7,7 (45,9)     | 6,4 (43,5)     | 0,6 (33,1)     | −8,1 (17,4)    | −17,5 (0,5)    | −28,0 (−18,4)  | −28,2 (−18,8)  |
| Количина падавина, mm (in)       | 27,0 (1,063)   | 28,4 (1,118)   | 31,0 (1,22)    | 47,9 (1,886)   | 71,9 (2,831)   | 84,4 (3,323)   | 98,4 (3,874)   | 77,5 (3,051)   | 47,8 (1,882)   | 34,9 (1,374)   | 34,5 (1,358)   | 32,7 (1,287)   | 616,4 (24,268) |
| Извор: Клімат та погода Черновцы |                |                |                |                |                |                |                |                |                |                |                |                |                |

## Становништво
Према процени, у граду је 2012. живело 255.929 становника.
| 1979.   | 1989.   | 2001.   | 2012.   |
| ------- | ------- | ------- | ------- |
| 218.561 | 256.644 | 240.621 | 255.929 |

## Партнерски градови
- Сучава
- Коњин
- Чезано Мадерно
- Клагенфурт
- Темишвар
- Солт Лејк Сити
- Саскатун
- Назарет Илит
- Јаши
- Балци

## Занимљивости
- Глумица Мила Кунис је рођена у граду Черновци.